# Bürgerrechtspartei für mehr Freiheit und Demokratie – Die Freiheit
Bürgerrechtspartei für mehr Freiheit und Demokratie – Die Freiheit (en español: Libertad - Partido de los Derechos Civiles para Más Libertad y Democracia)  también conocido como Die Freiheit (español: La Libertad), fue un pequeño partido político en Alemania, que se identificaba a sí mismo como conservador-liberal o liberal clásico; mientras que fue descrito por los principales medios de comunicación alemanes como populista de derecha, y era conocido por su crítica al islam.
Fue fundado en octubre de 2010 en Berlín por el parlamentario de la Cámara de Diputados René Stadtkewitz que había sido expulsado de la Union Demócrata Cristiana de Alemania por invitar al político ultraderechista holandés y crítico del Islam Geert Wilders a Berlín. El partido buscaba la implementación de una democracia directa en base al modelo suizo y grandes cambios en la inmigración y la integración. El partido se disolvió el 4 de diciembre de 2016.

## Historia
La Libertad fue fundada en octubre de 2010 por el diputado de la Cámara de Diputados de Berlín Rene Stadtkewitz a raíz del debate sobre la inmigración impulsado por el entonces miembro del Comité Ejecutivo del Deutsche Bundesbank Thilo Sarrazin. Stadtkewitz había sido expulsado de la Unión Demócrata Cristiana (CDU) en 2010 tras invitar al político holandés Geert Wilders del Partido por la Libertad a celebrar un discurso en Berlín. Un número de otros políticos que dejaron sus respectivos partidos se unieron a Stadtkewitz, mientras que Sarrazin se negó a unirse al nuevo partido y luchó por permanecer en su partido, el SPD, declarando que las cuestiones de inmigración e integración debían ser discutidas dentro de los principales partidos.  En junio de 2011, el partido se expandió, fundando asociaciones estatales en diez estados federados alemanes.
Las elecciones estatales de Berlín de 2011 fueron las primeras elecciones donde participó el partido. La Libertad ganó el 1.0% del voto popular.
Participó además en las elecciones estatales de Baja Sajonia de 2013 y en las elecciones estatales de Baviera de 2013, obteniendo un 0.3% y un 0.1%, respectivamente.
El 4 de diciembre de 2016, el partido fue disuelto.

## Ideología
La Libertad se identificaba como un partido conservador-liberal o liberal clásico. El mismo Stadtkewitz explicó que su partido era más liberal que el FDP y menos estatista que el SPD.
Algunos de sus temas centrales eran:
- La introducción de la democracia directa basada en el modelo suizo.
- Medidas más duras contra la delincuencia.
- La reducción de la inmigración para hacer frente a los problemas de integración.
- Apoyo a Israel.
- Políticas de bienestar social más estrictas.
- Lucha contra la "islamización de Alemania".

El programa del partido está basado en el programa del holandés Partido por la Libertad, fundado y dirigido por Geert Wilders.
Algunos medios de comunicación alemanes describieron al partido como populista de derecha, islamófobo y conservador.

## Apoyo internacional
La Libertad recibió el apoyo del político holandés Geert Wilders, líder y fundador del Partido por la Libertad, que anunció su intención de incluir al partido en su proyecto Alianza Internacional por la Libertad. El político suizo Oskar Freysinger de la Unión Democrática de Centro dio un discurso con motivo del evento fundacional del partido en Baviera.